# Gotra hapaliae
Gotra hapaliae là một loài tò vò trong họ Ichneumonidae.